# 二子沢川
二子沢川（ふたごさわがわ）は、新潟県南魚沼市を流れる一級河川（500メートル）
で、信濃川水系登川の支流（土石流危険渓流）である。

## 地理
- 水源は、巻機山・米子頭山から米子沢[3][4][5] と割引岳・天狗岩から割引沢[6][7][8]・ヌクビ沢[9][10] があり、中流部で合流する。下流部に東北電力登川発電所の取水口があった[11][12]。土石流による侵食幅・侵食深は最大値3.9メートル[13][14]。

## 主な災害
- 2011年7月30日 - 新潟・福島豪雨[15]

## 砂防堰堤

### 二子沢
- 二子沢第1号砂防堰堤（1974年竣工）[16]
- 二子沢第3号砂防堰堤（1977年竣工）[17]
- 二子沢第5号砂防堰堤（1980年竣工）[18]
- 二子沢第2号砂防堰堤（1984年竣工）[19]
- 二子沢第4号砂防堰堤（1987年竣工）[20]

### 米子沢
- 米子沢第1号砂防堰堤（1991年竣工）[21]
- 米子沢第3号砂防堰堤（1990年竣工）[22]
- 米子沢第2号砂防堰堤（1991年竣工）[23]
- 米子沢第4号砂防堰堤（1992年竣工）[24]
- 米子沢第5号砂防堰堤（1993年竣工）[25]
- 米子沢第7号砂防堰堤（1996年竣工）[26]
- 米子沢第6号砂防堰堤（1994年竣工）[27]
- 米子沢第8号砂防堰堤（1998年竣工）[28]
- 米子沢第9号砂防堰堤（2001年竣工）[29]
- 米子沢第10号砂防堰堤（2000年竣工）[30]

### 深沢
- 深沢第1号砂防堰堤（1991年竣工）[31]
- 深沢第2号砂防堰堤（1995年竣工）[32]
- 深沢第3号砂防堰堤（1999年竣工）[33]
- 深沢床固工群（2013年竣工）[34]

### 巻機
- 巻磯砂防堰堤（1972年竣工）[35]

## 流域自治体
新潟県
- 南魚沼市

## 並行する交通
道路
- 国道291号